# Uloborus trifasciatus
Espèce
Uloborus trifasciatus est une espèce d'araignées aranéomorphes de la famille des Uloboridae.

## Distribution
Cette espèce est endémique de Nias en Indonésie,.

## Description
La femelle holotype mesure 5,5 mm.

## Publication originale
- Thorell, 1890 : Aracnidi di Nias e di Sumatra raccolti nel 1886 dal Sig. E. Modigliani. Annali del Museo Civico di Storia Naturale di Genova, vol. 30, p. 5-106 (texte intégral).